# La Fille sans visage
La Fille sans visage (en anglais The Girl Next Door) est un roman de Patricia MacDonald publié en 2004 et traduit en français en 2005 chez Albin Michel,.

## Résumé
Hoffman, dans le New Jersey : une petite ville paisible. Lorsqu'on apprend que le très estimé docteur Avery a poignardé sa femme, c'est la stupeur. Nina, sa fille de quatorze ans, est convaincue de son innocence.
Quinze ans plus tard, libéré sur parole, Avery revient à Hoffman. Mais la ville est-elle prête à l'accueillir ?
Pour aider son père, Nina n'a d'autre choix que d'explorer un passé familial douloureux. Peu à peu, les secrets des uns et des autres se dévoilent. Et la mort frappe à nouveau.